# پالارز جوسا
پالارز جوسا (به اسپانیایی: Pallars Jussá) یک منطقهٔ مسکونی در اسپانیا است که در استان لریدا واقع شده‌است. پالارز جوسا ۱٬۳۴۳٫۲ کیلومتر مربع مساحت و ۱۳٬۵۳۰ نفر جمعیت دارد.